# Malala (film)
Malala (He Named Me Malala) è un documentario del 2015 diretto da Davis Guggenheim.

## Trama
La giovane attivista pakistana e Nobel per la pace Malala Yousafzai sostiene i diritti delle donne, soprattutto all'istruzione, da quando era giovane. È miracolosamente sopravvissuta ad un attacco talebano, compiuto da parte di un'organizzazione che si oppone all'educazione delle donne nella valle dello Swat, in Pakistan.

## Produzione
Walter Parkes e Laurie MacDonald hanno prodotto il film con Imagenation Abu Dhabi FZ e con Participant Media. Il titolo originale si riferisce al nome di battesimo dato a Yousafzai da suo padre, nome mutuato da un'eroina popolare afghana, Malalai of Maiwand.

## Colonna sonora
La colonna sonora ufficiale del film è stata pubblicata il 25 settembre 2015 e su supporto fisico il 30 ottobre 2015 dalla Sony Classical.

## Distribuzione
Fox Searchlight Pictures ha acquisito i diritti statunitensi per il film il 31 marzo 2015, mentre StudioCanal voleva distribuire il film in Francia. Il film è stato premiato al Telluride Film Festival il 4 settembre 2015 ed ha ricevuto una distribuzione cinematografica negli USA il 2 ottobre. Il 18 giugno 2015, National Geographic ha annunciato di aver acquistato i diritti del film che verrà trasmesso in 171 paesi ed in 45 lingue. Una guida gratuita per le classi delle scuole secondarie e una discussione per le classi dei college è disponibile in inglese e verrà tradotta anche in altre lingue. È stato distribuito su DVD il 15 dicembre 2015.

## Accoglienza
Il film ha guadagnato 60 884 $ nel suo weekend di apertura. La settimana successiva il film si è espanso da 4 a 446 schermi, guadagnando circa 685 000 $. Al 25 ottobre 2015, il guadagno era a 1 978 146 $. Il film ha iniziato ad essere distribuito nel resto del mondo: il 22 ottobre in Germania (guadagno di 29 880 $) ed un giorno dopo in Austria (debutto con 4765 $). Al 25 ottobre 2015, il guadagno totale rispetto alla sua distribuzione nel mondo aveva raggiunto quota 2 012 790 $.
Il film ha ricevuto varie recensioni positive. In Rotten Tomatoes il film ha un rating del 71% basato su 110 recensioni, con una media di voti di 6,6/10, mentre su Metacritic il film ha un punteggio di 61 su 100, basato su 25 critiche.

## Riconoscimenti
Il 1º dicembre 2015, il film è stato nella rosa dei candidati, con altri quattordici, come Oscar al miglior documentario per i premi Premi Oscar del 2016. Il film è stato anche nominato alla 43ª edizione degli Annie Awards, nella categoria Miglior produzione speciale animata Il film ha ricevuto due nomine al Women's Image Network Awards, includendolo come Miglior documentario e Migliore produzione.
| Annie Award                 | 6 febbraio 2016   | Miglior film d'animazione di produzione speciale                   | Parkes-MacDonald / Little Door                       |
| Annie Award                 | 6 febbraio 2016   | Risultato eccezionale per le scenografie in una produzione animata | Jasin Carpenter                                      |
| British Academy Film Awards | 14 febbraio 2016  | Miglior documentario                                               | Davis Guggenheim, Laurie MacDonald and Walter Parkes |
| Critics' Choice Awards      | 17 gennaio 2016   | Miglior documentario per caratteristiche                           | Davis Guggenheim                                     |
| Satellite Awards            | 21º febbraio 2016 | Miglior film-documentario                                          |                                                      |